# Taozhou, Anhui
Taozhou (kinesiska: 桃州) är en köping i östra Kina. Den ligger i Guangde i staden Xuancheng i provinsen Anhui, omkring 230 kilometer sydost om provinshuvudstaden Hefei. Antalet invånare är 146 610. Befolkningen består av 71 906 kvinnor och 74 704 män. Barn under 15 år utgör 14,0 %, vuxna 15-64 år 76 %, och äldre över 65 år 8,0 %.